# Zavist' bogov
Zavist' bogov (Зависть богов) è un film del 2000 diretto da Vladimir Men'šov.

## Trama
Il film è ambientato nel 1983. Il film segue la relazione di una montatrice televisiva russa con un traduttore francese. Entrambi hanno famiglia ma si innamorano l'una dell'altro.